# Łopacin
Łopacin (prononciation : [wɔˈpat͡ɕin]) est un village polonais de la gmina de Sońsk dans le powiat de Ciechanów de la voïvodie de Mazovie dans le centre-est de la Pologne.
Il se situe à environ 6 kilomètres au sud-ouest de Sońsk (siège de la gmina), 14 km au sud de Ciechanów (siège du powiat) et à 64 km au nord de Varsovie (capitale de la Pologne).
Le village possède une population de 299 habitants en 2006.

## Histoire
De 1975 à 1998, le village appartenait administrativement à la voïvodie de Ciechanów.